# Filet-O-Fish
Filet-O-Fish je hamburger prodávaný v restauracích rychlého občerstvení McDonald's. Skládá se z housky, rybího filé, plátkového sýra a tatarské omáčky.
Poprvé byl do prodeje uveden v roce 1962 v Cincinnati v Ohiu. Jeho tvůrce Lou Groen, který ve městě pobočku provozoval, se tím snažil zvýšit prodeje svých hamburgerů v pátky, kdy lidé katolického vyznání nekupovali ostatní typy hamburgerů, ve kterých se nacházelo maso kvůli pátečnímu půstu. V následujících letech se prodej hamburgeru postupně rozšiřoval do dalších států USA a v roce 1965 se již prodával po celých Spojených státech amerických.
Ve Francii, Španělsku a Belgii byl hamburger prodáván pod označením McFish. V některých státech je pak k dispozici varianta Double Filet-O-Fish. V některých kulturách je díky absenci některých typů mas populární volbou během půstu (např. v souvislosti s Kašrutem). Filet-O-Fish je nejoblíbenějším hamburgerem současného amerického prezidenta Donalda Trumpa.